# APHACA (band)
|  | Flytteforslag Denne side er foreslået flyttet til Aphaca (band). Klik her for at se flytteforslaget. |

Aphaca er en dansk popgruppe, der fik sit store gennembrud i 2019. Bandet er mest kendt for radiohits som "En drøm om et menneske", "Smelter under månen" og "Til solen er sort".
Bandet er stiftet af musikerne Rumle Hueg Kærså (vokal), Bertil Engberg Nielsen (keyboards), Bertram Ask Plauborg (bas) og Noah Elias Rasmussen (trommer). Live bliver kvartetten dog til en kvintet, da også guitarist Albert Rung er med.

## Historie
Aphaca udgav sin debutsingle "Blomsterbørn" i 2019. Der skulle dog gå næsten tre år, før kvartetten var klar med debutalbummet Et Aar Uden Dig i 2022.
Siden har gruppen udgivet flere singler som eksempelvis: "Til Solen Er Sort" (2023), "Synger Bare" (2024) og "Smelter Under Månen" (2024). 
I 2024 udgav Aphaca også EP'erne: "Mig Og Min Mund" og "Kan Du Mærke Suset". De to blev udgivet samlet på vinylen MAGNA i oktober samme år.

## Diskografi

### Albums
| Titel                                                                      | Albumdetaljer                                                                            | Højeste placering | Certificering |
| Titel                                                                      | Albumdetaljer                                                                            | Danmark           | Certificering |
| -------------------------------------------------------------------------- | ---------------------------------------------------------------------------------------- | ----------------- | ------------- |
| Flora Flora (Single)                                                       | - Udgivet: 15. januar 2021 - Selskab: - Format:                                          | —                 |               |
| Et Aar Uden Dig                                                            | - Udgivet: 24. juni 2022 - Selskab: - Format:                                            | 18                |               |
| Mig Og Min Mund (EP)                                                       | - Udgivet: 22. marts 2024 - Selskab: Universal - Format: Digital file, streaming         | 12                |               |
| Kan Du Mærke Suset? (EP)                                                   | - Udgivet: 11. oktober 2024 - Selskab: Universal Music - Format: Digital file, streaming | 10                |               |
| "—" markerer en udgivelse, hvor der ikke er registreret hitlisteplacering. |                                                                                          |                   |               |